# 圖爾特曼湖
46°10′07″N 7°41′35″E / 46.16861°N 7.69306°E

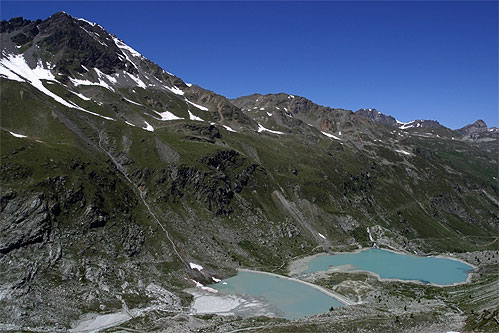

圖爾特曼湖（Turtmannsee），是瑞士的水庫，位於該國西南部，由瓦萊州負責管轄，處於上埃姆斯，面積0.09平方公里，海拔高度2,177米，該水庫附近有另一座小型水庫。